# Alfred Mellows
Alfred Paul Mellows (* 8. Juni 1922 in Croydon, London; † 11. Juli 1997 in Addlestone, Surrey) war ein britischer Ruderer und 1948 Olympiazweiter im Achter.

## Leben
Mellows, Sohn eines Friedensrichters, besuchte die Monkton Combe School in Bath und ruderte dort im Achter. Im Zweiten Weltkrieg war Mellows Flight Lieutenant der Royal Air Force. Er wurde im März 1945 für seine Fähigkeiten und seinen Mut als Kampfpilot mit dem Distinguished Flying Cross ausgezeichnet, nachdem er sein nach einem Luftkampf defektes Flugzeug samt Crew aus Deutschland nach England zurück manövriert hatte.
Nach dem Krieg ging Mellows ans Clare College der University of Cambridge und studierte Rechtswissenschaften. 1947 und 1948 gewann er mit dem Achter seiner Universität das Boat Race gegen Oxford.
Bei den Olympischen Spielen 1948 in London war Mellows Mitglied des britischen Achters, der sich mit Siegen im Vorlauf und im Halbfinale für das Finale qualifizierte. Christopher Barton, Michael Lapage, Guy Richardson, Ernest Bircher, Paul Massey, Charles Lloyd, David Meyrick, Alfred Mellows und Steuermann Jack Dearlove erreichten das Ziel im Finale mit zehn Sekunden Rückstand auf den US-Achter, hatten aber drei Sekunden Vorsprung vor den drittplatzierten Norwegern.